# ویندوز ترمینال
ویندوز ترمینال (به انگلیسی: Windows Terminal)، یک شبیه‌ساز ترمینال چند زبانه‌ای است که مایکروسافت برای ویندوز ۱۰ و نسخه‌های جدیدتر، به عنوان جایگزینی برای کنسول ویندوز توسعه داده است. این می‌تواند هر برنامه خط فرمان، از جمله تمام شبیه‌سازهای ترمینال ویندوز را در یک تب جداگانه اجرا کند. برای اجرای خط فرمان (به انگلیسی: Command Prompt)، پاورشل (به انگلیسی: PowerShell)، WSL، SSH، و Azure Cloud Shell Connector از پیش پیکربندی شده است. ویندوز ترمینال با بک‌اند رندر مخصوص به خود ارائه می‌شود. با شروع نسخه ۱.۱۱ در ویندوز ۱۱، برنامه‌های خط فرمان می‌توانند با استفاده از این بک‌اند جدیدتر به جای کنسول قدیمی ویندوز اجرا شوند.